# Paul R. Williams

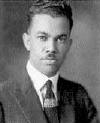
Paul Revere Williams.

Paul Revere Williams (* 18. Februar 1894 in Los Angeles; † 23. Januar 1980) war ein US-amerikanischer Architekt. Er errichtete im Laufe seiner Karriere etwa 3.000 Gebäude und galt zeitweise als „Architekt der Hollywood Stars“. Mehrere von ihm errichtete Bauwerke sind inzwischen als National Historic Landmark registriert. Er war der erste Afroamerikaner, der Mitglied des American Institute of Architects (AIA) wurde, und der erste afroamerikanische Fellow des Instituts. Er wurde  posthum 2017 als erster schwarzer Architekt mit der AIA Gold Medal for Excellence ausgezeichnet.

## Leben

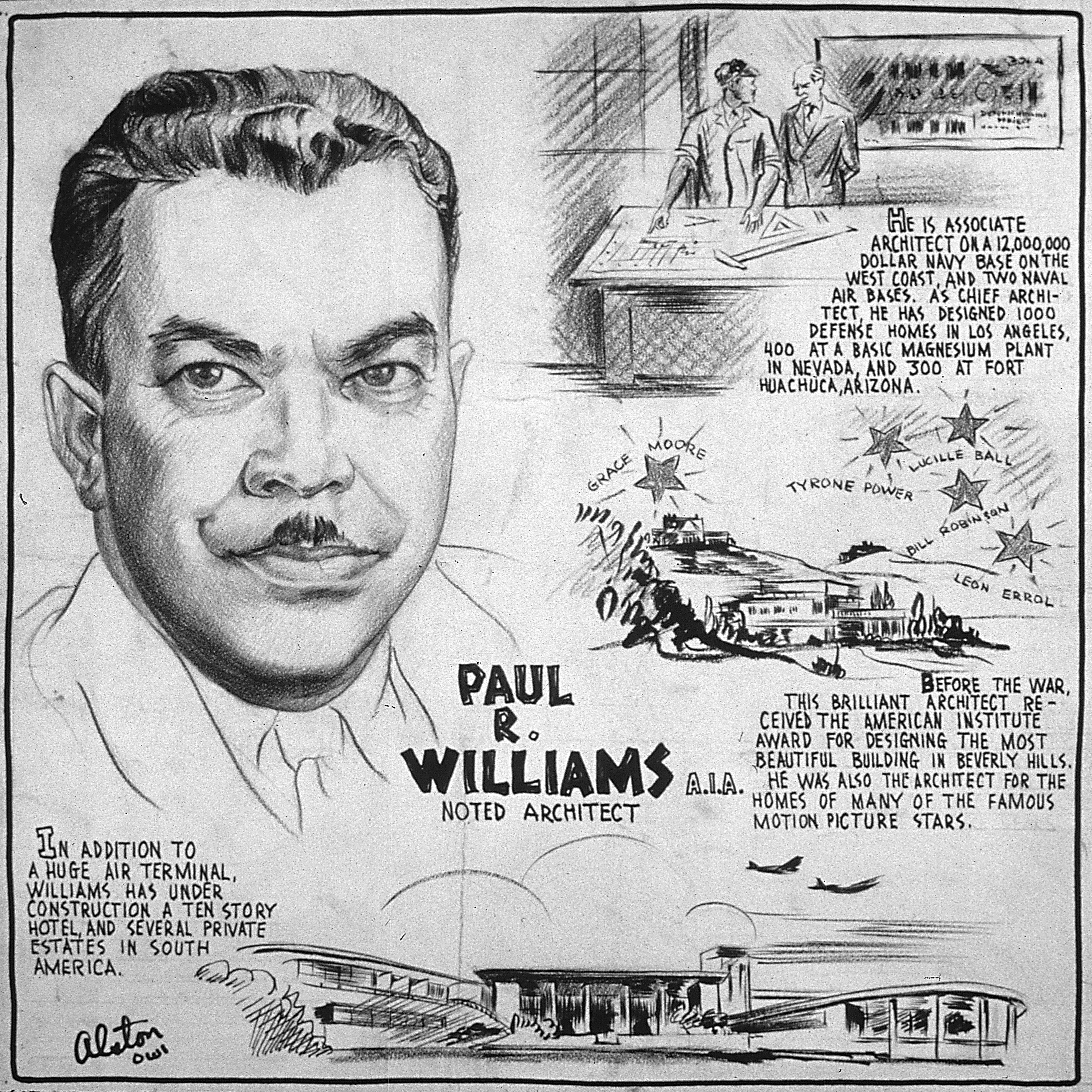
Poster mit Paul R. Williams aus seiner Dienstzeit bei der Navy

Paul R. Williams wurde als zweiter Sohn von Lila Wright Williams und Chester Stanley Williams geboren. Die Eltern waren kurz zuvor aus Memphis nach Kalifornien gezogen. Im Alter von zwei Jahren verlor er seinen Vater und zwei Jahre später seine Mutter. Williams wuchs bei einer Pflegemutter auf, die ihn in Bezug auf Bildung der Entwicklung seiner künstlerischen Begabung unterstützte. Er war das einzige afroamerikanische Kind in seiner Grundschule und in der Highschool. Auf der Highschool wurde ihm von seinem Lehrer abgeraten, Architekt zu werden, da er als Schwarzer nicht genügend Kunden erhalten würde.
Er bestand die Ausbildung der Society of Beaux-Arts Architects  und studierte an der University of Southern California Bauingenieurwesen. Parallel zu seiner Ausbildung arbeitete er für einen Landschaftsplaner und für Designer. 1920 wurde er für die Los Angeles City Planning Commission als Mitglied vorgeschlagen. 1921 wurde er im Architekturbüro von John C. Austin tätig. Dieser ermutigte ihn, Mitglied des American Institute of Architects (AIA) zu werden und sich mit einem eigenen Büro selbstständig zu machen. 1922 eröffnete er Paul R. Williams & Associates und wurde 1923 das erste afroamerikanische Mitglied des AIA.
In den 1920ern und 1930ern entwarf er Wohnhäuser für wohlhabende Kundschaft vor allem in Bel Air, Brentwood und Beverly Hills. Zunehmend wurde er auch außerhalb Südkaliforniens tätig, entwarf gewerbliche und institutionelle Gebäude in den gesamten Vereinigten Staaten von Amerika und außerhalb der USA. Er war Mitglied zahlreicher Ausschüsse und Kommissionen. Nach fünf Jahrzehnten Tätigkeit als Architekt trat er 1973 in den Ruhestand.
Er war während seiner Laufbahn mit Diskriminierung und der praktizierten Rassentrennung konfrontiert. Er entwickelte die Fähigkeit, Entwürfe für seine Werke über Kopf zu zeichnen. Dies tat er, da er nicht sicher sein konnte, ob ein weißer Kunde neben ihm als Schwarzen stehen wollte. Er hielt Entwürfe hinter seinem Rücken, um Kunden die Möglichkeit zu geben, sich zu entscheiden ihm die Hand zur Begrüßung zu reichen. Er selbst konnte in einigen Gegenden nicht einmal wohnen, in denen er Häuser entwarf.
Sein Geschäftsarchiv wurde in den Räumen der Broadway Federal Savings & Loan untergebracht. Diese Bank brannte während der Unruhen in Los Angeles 1992 und Williams Archiv wurde vernichtet. Sein privater Nachlass mit 10.000 Originalzeichnungen und 35.000 Plänen wurde im Juni 2020 durch die USC School of Architecture und dem Getty Research Institute erworben.

## Werk

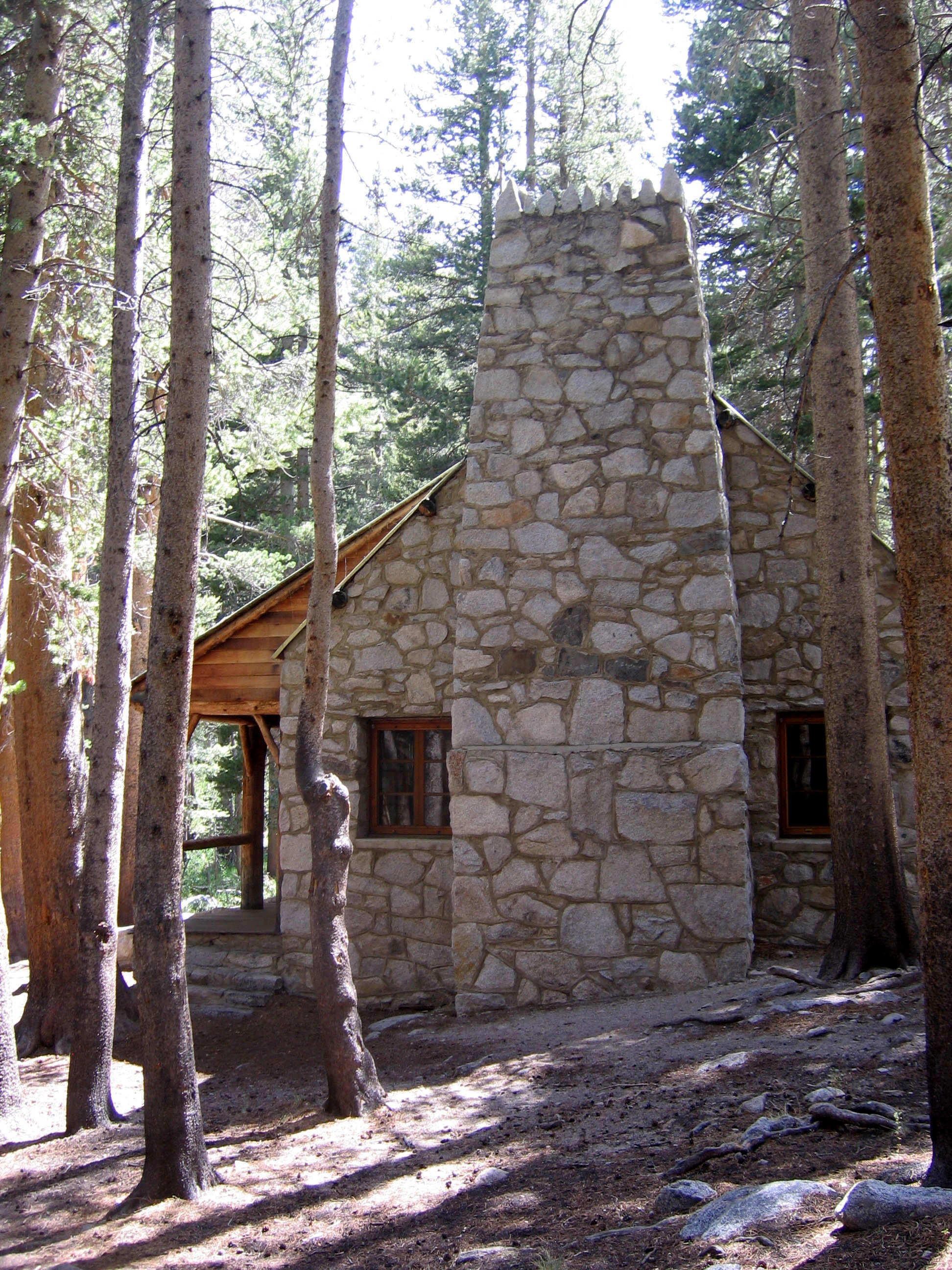
Das 1929 von Paul R. Williams gestaltete Lon Chaney High Sierra House

Die von Williams im Laufe seiner Laufbahnen entworfenen Gebäude wirkten prägend auf die Architektur in den USA. Die Behandlung von Veranden und Terrassen als Verlängerung des Wohnraums oder die Verwendung versteckbarer Abschirmungen wurden von ihm in den 1920ern entwickelt und waren ab den 1970ern Standard. Insbesondere beeinflusste seine Architektur den in Südkalifornien und insbesondere Los Angeles vorherrschenden Baustil. Sein Werk ist stilistisch betrachtet sehr heterogen. Als afro-amerikanischer Architekt musste er sich mehr als andere nach den stilistischen Wünschen seiner Kunden richten. Sein Werk ist deshalb nicht einem bestimmten Stil zuzurechnen.

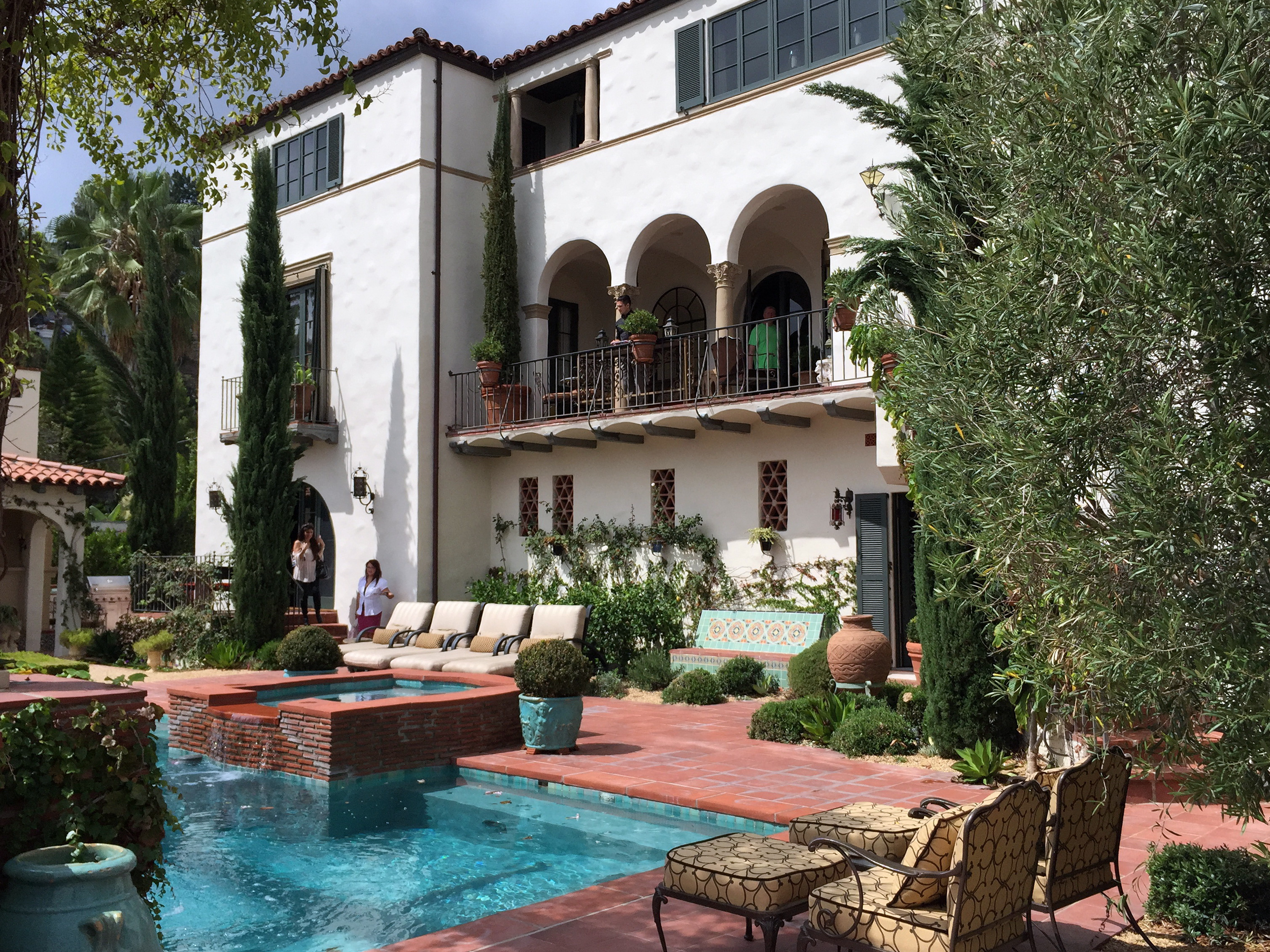
Victor-Rossetti-Haus, erbaut 1928

In den 1920ern entwarf Williams Gebäude im Stil des French Regency, Tudor, Federal Revival und im damals beliebten Spanish Colonial Revival. Dies sind historistische Stile, die sich an verschiedenen Epochen orientieren. Er plante neben Wohnhäusern auch Gebäude, die von der schwarzen Gemeinde genutzt wurden, etwa das Gebäude des YMCA in der 28. Straße in Los Angeles oder gemeinsam mit Norman F. Marsh das Gebäude der Second Baptist Church.
Trotz der Weltwirtschaftskrise und des allgemeinen Rückgangs der Bautätigkeit in den 1930ern blieb Paul R. Williams erfolgreich. So entwarf er etwa die Wohnhäuser von Tyrone Power, Bill Robinson, Barbara Stanwyck, Lon Chaney senior und Johnny Weissmuller und galt als „Architekt der Stars“. Er wurde nicht nur in Südkalifornien tätig, sondern auch in Nevada oder Washington, D.C. Er entwarf nun neben Wohnhäusern auch Geschäftsgebäude, etwa für die Music Corporation of America oder für Saks Fifth Avenue. Er baute auch in Nevada, konnte dort aber wegen der Diskriminierung als Afroamerikaner nicht einmal Büroräume anmieten. In Washington, D.C. eröffnete er mit Hilyard Robinson ein gemeinsames Büro.

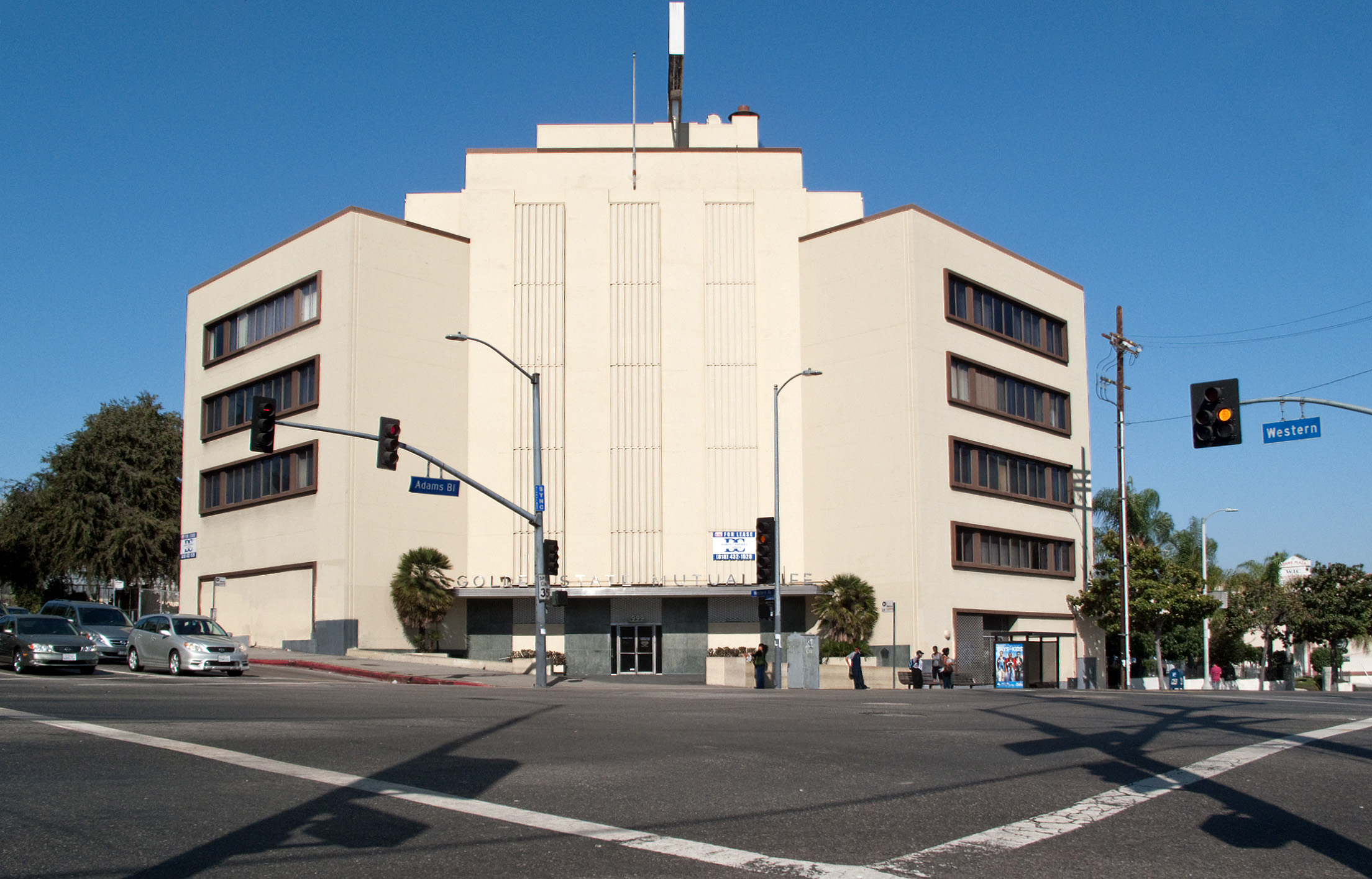
Bürogebäude der Golden State Mutual Life Insurance Company (1948) in Los Angeles

Zu Beginn der 1940er befasste sich Williams mit öffentlichen Bauprojekten, insbesondere zum Wohnungsbau. So beteiligte er sich als Teil eines u. a. Richard Neutra einschließenden Kosortiums am 1940 bis 1941 errichteten Projekt Pueblo del Rio Public Housing in Vernon in Los Angeles und am 1941 ausgeführten Projekt Watts Housing Development im Stadtteil Watts.
Ansonsten war die erste Hälfte der 1940er die Karriere von Williams durch den Zweiten Weltkrieg geprägt. War Williams zunächst im Zusammenhang mit der Errichtung von Arbeiterwohnungen für die wachsende Rüstungsindustrie befasst, diente er ab dem Kriegseintritt der USA im Dezember 1941 als Architekt in der U.S. Navy. Als Mitglied der Allied Engineers war er während des Krieges maßgeblich am Ausbau der Roosevelt Naval Base in Long Beach beteiligt.
Das Problem, die amerikanischen Kriegsteilnehmer wieder in das Zivilleben zu integrieren, griff er mit den Büchern The Small Home of Tomorrow  (1945) und New Homes for Today  (1946) aus architektonischer Sicht auf. Er selbst konnte nach der Unterbrechung durch den Kriegsdienst wieder gut auf dem Markt tätig werden. Bis Januar 1948 wurde geschätzt, dass er Gebäude im Wert von 20 Millionen US-Dollar seit Kriegsende errichtet habe. Er schuf in der zweiten Hälfte der 1940er neben gewöhnlichen Wohnhäusern und Villen eine Erweiterung des Beverly Hills Hotel, gestaltete die Inneneinrichtung des Beverly Wilshire Hotels und errichtete zusammen mit A. Quincy Jones die Gebäude des Tennis Clubs des Town & Country Centers in Palm Springs. Williams plante auch das Bürogebäude der Golden State Mutual Life Insurance Company, eines afroamerikanischen Unternehmens.

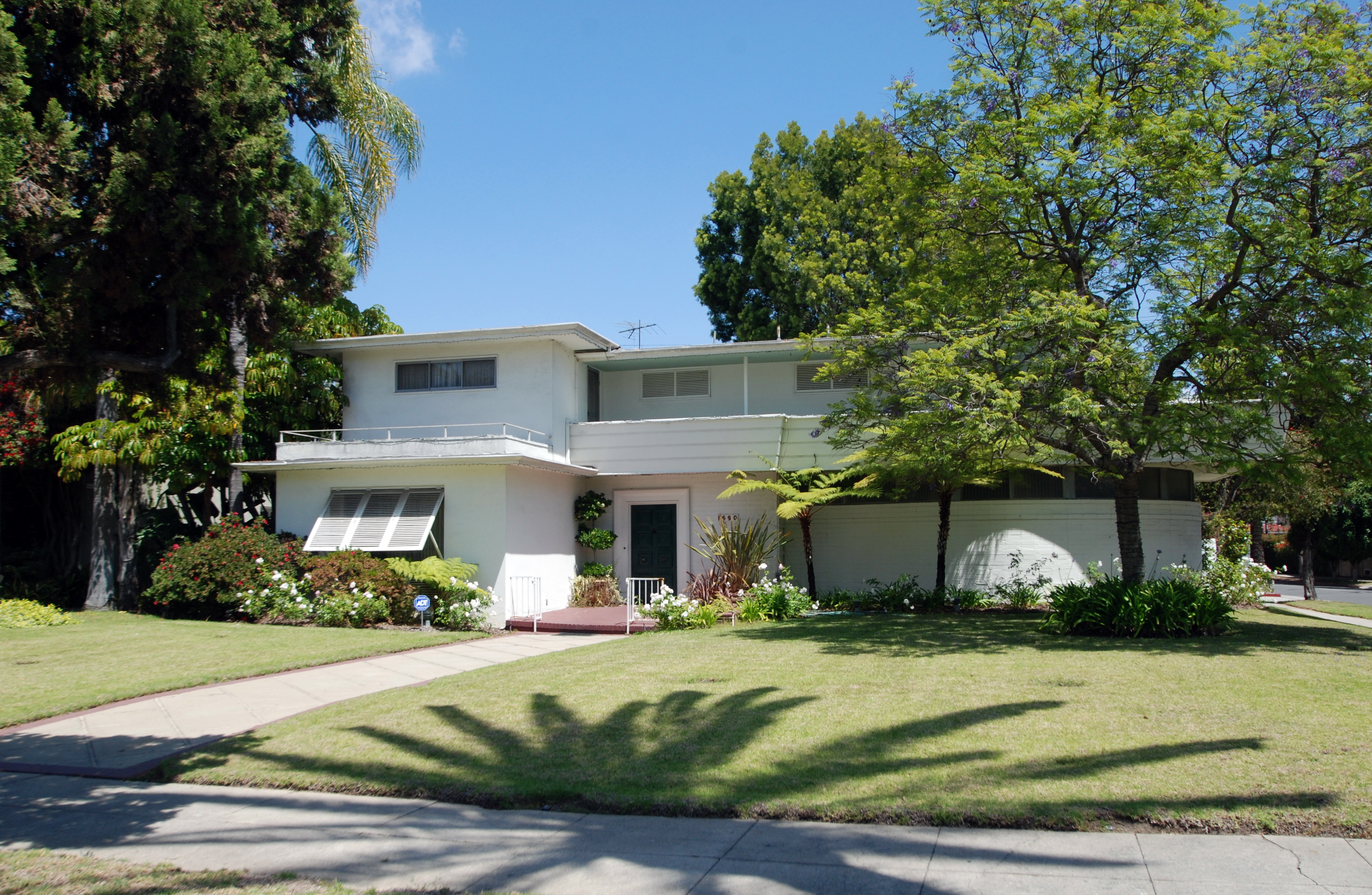
Wohnhaus von Paul R. Williams, 1952 errichtet

Als in den 1950ern die Moderne und der Internationale Stil sich durchzusetzen begannen, wurde der Stil von Paul R. Williams als traditionell und unmodern angesehen. Seine Gestaltungsprinzipien wurden im 21. Jahrhundert aber wieder als wegweisend aufgegriffen. Williams passte seinen Baustil mit der überwiegenden Verwendung zeitgenössischer Elemente an. Er entwarf in dieser Zeit unter anderem die Marina del Rey Middle School (1960 errichtet), das Botanikum der University of California, Los Angeles (UCLA). Das von ihm geplante Gebäude für Architektur und Ingenieurswesen an der Howard University griff die Grundsätze der klassischen Moderne auf.

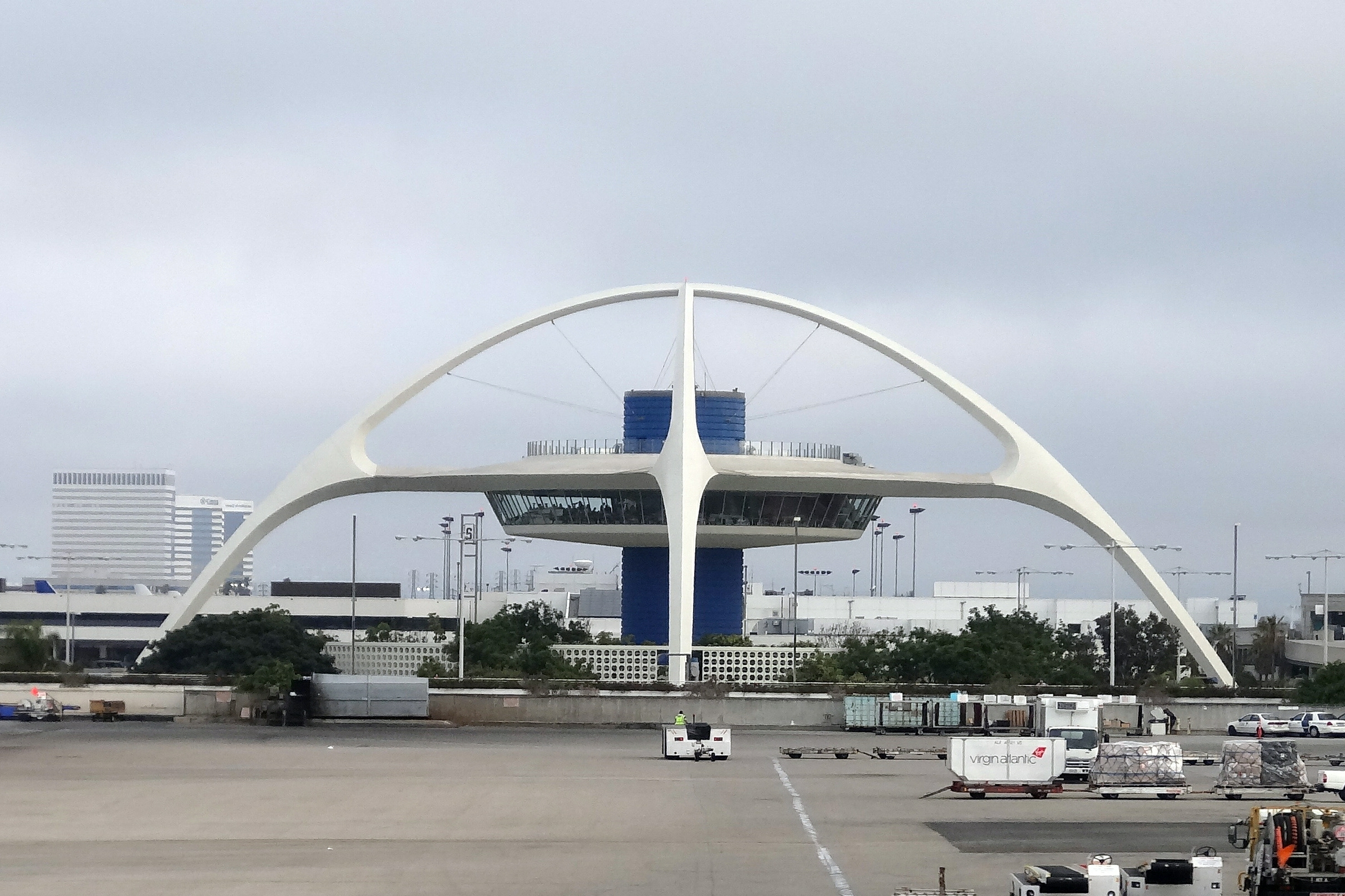
Theme Building am LAX (1961)

In den 1960ern erbaute Paul R. Williams weiterhin Wohnhäuser. Nennenswert ist hier etwa die Errichtung von 190 Wohnhäusern in SeaView (Palos Verdes). Der Schwerpunkt seiner Arbeit war aber mehr die Errichtung von Gebäuden für Institutionen. Er plante die Franz Hall II der UCLA und das Martin Luther King, Jr. General Hospital in Watts. Sein Büro führte mit zwei anderen Büros den Ausbau des Los Angeles International Airport durch. Bei dem hierbei errichteten Theme Building wurden Elemente aufgenommen, die Williams schon früher bei der Errichtung der Founder’s Church of Religious Science (1957) und beim St. Jude Children’s Research Hospital in Memphis (Tennessee) 1962entwickelt hatte. Die Pläne für das Krankenhaus in Memphis hatte er ebenso wie jene für das heutige Gebäude der First African Methodist Episcopal Church of Los Angeles gespendet. Der Baustil Williams’ in den 1960ern war jener der Moderne.

## Werke (Auswahl)
- Theme Building am Los Angeles International Airport
- In das National Register of Historic Places[24] aufgenommene Gebäude:

- Founder’s Church of Religious Science (1957), 3281 West 6th Street, Los Angeles.
- Angelus Funeral Home (1934), 1010 E. Jefferson Blvd., Los Angeles
- First Church of Christ, Scientist (1939), 501 Riverside Dr., Reno (Nevada)
- Luella Garvey House (1934), 589-599 California Ave., Reno (Nevada)
- Goldschmidt House (1928), 243 Avenida La Cuesta, San Clemente (Kalifornien)
- Second Baptist Church (1926), 1100 E. 24th St., Los Angeles
- 28th Street YMCA (1926), 1006 E. 28th St., Los Angeles

- California State Historic Landmarks

- Barbara Stanwyck House (1937), 18650 Devonshire Street, Northridge, Los Angeles

- Los Angeles Historic Landmarks

- Wohnhaus (1940), 7 Oakmont Drive, Brentwood, Los Angeles

## Auszeichnungen

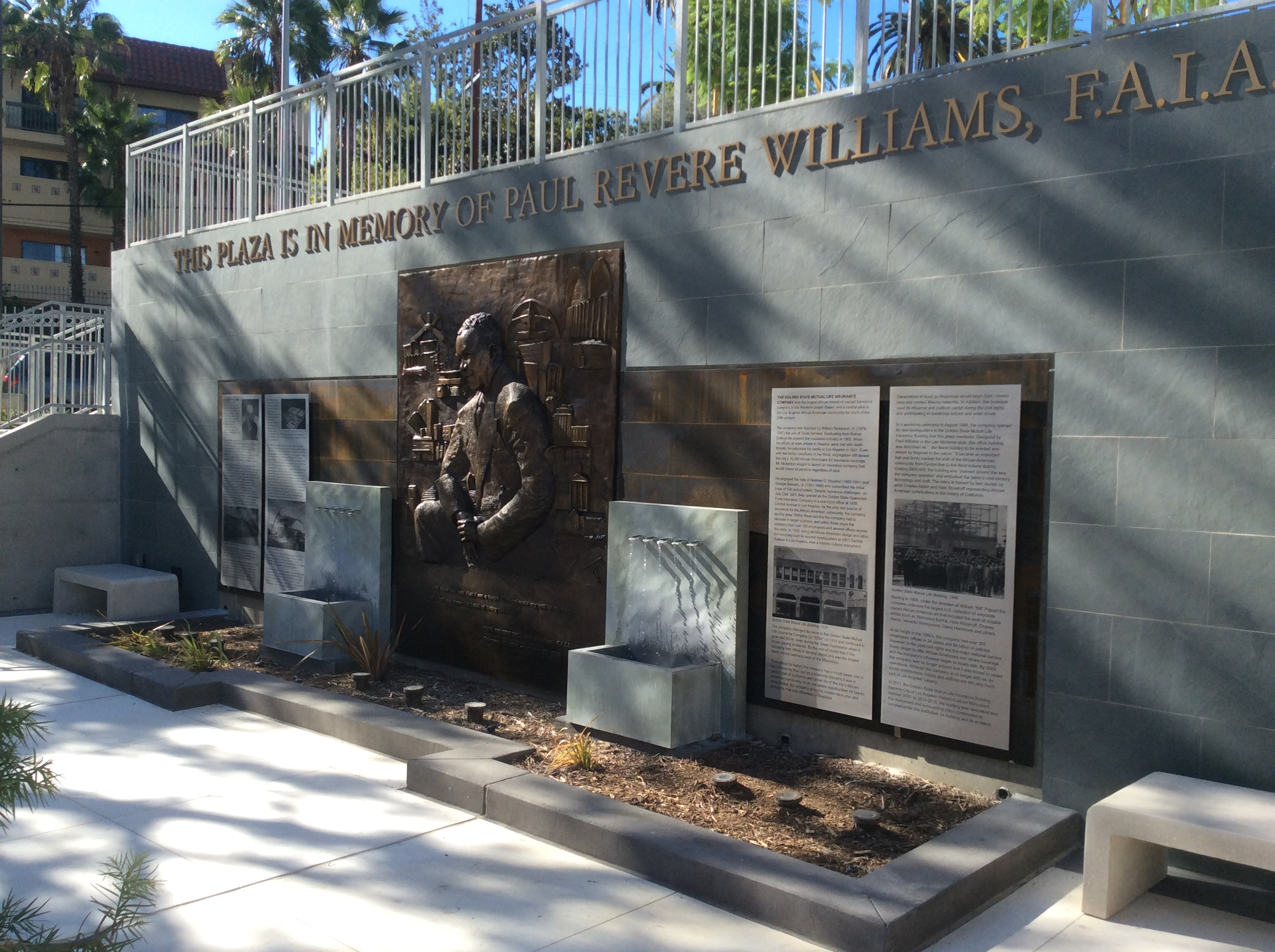
Gedenkstätte für Paul R. Williams (nördlich des von ihm errichteten Gebäudes der Golden State Mutual Life Insurance), Los Angeles.

- 1939 bescheinigte ihm Time Magazine: Perhaps the most successful Negro artist in the U.S. is Paul R. Williams („Der vielleicht erfolgreichste afroamerikanische Künstler in den Vereinigten Staaten ist Paul R. Williams“).
- Williams wurde 1953 mit der Spingarn Medal ausgezeichnet.[41][42]
- 1957 wurde er als erster Afroamerikaner zum Fellow des American Institute of Architects  gewählt.
- 2010/2011 widmete das Kunstmuseum der University of Memphis ihm und seinem Werk eine Ausstellung.
- Seit 2015 erinnert eine Gedenkstätte am von ihm gestalteten Gebäude der Golden State Mutual Life Insurance in West Adams an Williams. Die von Georgia Hanna Toliver gestaltete Gedenkwand stellte einige der von ihm gestalteten Gebäude dar.[43]
- 2017 wurde Paul R. Williams posthum mit der AIA Gold Medal for Excellence ausgezeichnet.[44] Er war der erste Schwarze Architekt, der auf diese Weise geehrt wurde.[2]
- 2017 ehrte ihn seine Alma Mater mit dem USC’s Distinguished Alumni Award.[45]
- Palm Springs widmete Paul R. Williams einen Stern auf ihrem Walk of Stars.[45]